# آزمون زایسل
تعیین زایسل (به انگلیسی: Zeisel determination) یا آزمون زایسل (به انگلیسی: Zeisel test) یک آزمایش شیمیایی برای تأیید وجود گروه‌های استر یا اتر در یک ترکیب شیمیایی است. این نام به افتخار شیمیدان چک سیمون زایسل (Simon Zeisel) گرفته شده‌است. در یک آزمایش کیفی ابتدا نمونه با مخلوطی از اسید استیک و هیدروژن یدید در یک لوله آزمایش واکنش داده می‌شود. هیدروژن یدید با شکستن پیوند اتری یا استری به آلکیل یدید مربوطه، منجر به تولید الکل یا کربوکسیلیک اسید می‌شود.